# Рейзлин, Игорь Дмитриевич
И́горь Дми́триевич Ре́йзлин (укр. Ігор Дмитрович Рейзлін, род. 7 февраля 1984 года, Бендеры, Молдавская ССР, СССР) — украинский фехтовальщик на шпагах, бронзовый призер Олимпийских игр 2020 года в индивидуальной шпаге, победитель Кубка мира 2021, двукратный призёр чемпионата мира 2019 года в Будапеште, призёр Универсиады 2009 и чемпионата Европы по фехтованию.

## Биография
Родился 7 февраля 1984 года в г. Бендеры Молдавской ССР). Отец — тренер по фехтованию Дмитрий Игоревич Рейзлин; мать — шпажистка, мастер спорта СССР, заслуженный тренер Украины Татьяна Геннадиевна Рейзлина. Дядя — судья по фехтованию Владимир Рейзлин. В детском возрасте переехал с родителями в Измаил. В 2009 году на летней Универсиаде в Бангкоке в составе команды Украины завоевал бронзовую медаль в командной шпаге у мужчин.
В 2011 году стал серебряным призёром Чемпионата Европы в Лейпциге в командном первенстве.
В 2019 году на чемпионате мира в Будапеште уступил в полуфинале российскому спортсмену Сергею Биде и впервые в карьере завоевал бронзовую медаль чемпионата мира, а три дня спустя стал серебряным призёром командного первенства.
На Олимпийских игр 2020 года в Токио стал бронзовым призёром в индивидуальной шпаге.

## Государственные награды
- Орден «За заслуги» III степени (16 августа 2021) — за достижение высоких спортивных результатов на ХХХІІ летних Олимпийских играх в  городе Токио (Япония), проявленные самоотверженность и волю к победе[2].
- Орден Данилы Галицкого (2021)[3]